# Zwölfter
Das Zählmaß Zwölfter war ein Maß im Handel mit Brettern, Dielen und Planken und eine andere Bezeichnung für Dutzend. Der Begriff wies auf die Anzahl 12 von Brettern hin, die man zu einer Handelseinheit rechnete. Das Maß gehörte zu den alten lübischen Maßen und Gewichten. Es galt an den Handelsplätzen von Stralsund, Rostock und Lübeck. In Schweden wurden 12 Stück mit Tolft bezeichnet.
- 1 Zwölfter = 1 Tult = 12 Stück
- 10 Zwölfter mit je 12 Stück = 120 Stück, was dem Stückmaß  Hundert (Großhundert) entsprach

In Stralsund rechnete man auch 12 Stück Heringe zu einem Zwölfter.